# ヘレニズム哲学
ヘレニズム哲学 (英: Hellenistic philosophy ヘレニズム思想とも) は、西洋哲学史において、ヘレニズム時代すなわち前4世紀末から前1世紀までのギリシア哲学を指す。また、これを継いだ6世紀までのローマ哲学を含む場合もある。

## 概要
ヘレニズム時代とはアレクサンドロス3世（大王）の死後からローマ帝国による地中海世界統一までの、ヘレニズム諸国が存続した期間を指す。まず、「自然に即した生」を実践するキュニコス派、徹底的な現象主義と刹那的快楽主義を説くキュレネ派、論理的な正しさを追求したメガラ派といった常識を攻撃するような思想を持つ学派がヘレニズム時代初めの混乱期に興隆した(いずれも始祖はソクラテスの弟子である)。しかしその後長きにわたって栄えることになるのはそれらより穏健なプラトン学派、エピクロス派、ストア派の三学派であった(ペリパトス派はヘレニズム時代末期まで振るわなかった)。これら三学派の根城、つまりプラトン学派のアカデメイア、エピクロス派のエピクロスの園、ストア派のストア・ポイキレは全てアテナイに存在し、紀元前3世紀のアテナイは諸国から哲学を志す者が集まる哲学の最大の中心地であった。
一方、アレクサンドリアでは数学や天文学、医学、文献学といった分科された学問が発展した。紀元前2世紀以降はローマの勢力が拡大するとともに哲学の拠点が拡大し、アテナイはかつてほどの求心力を持たなくなった。

## 研究史
一般的にヘレニズムの時期に生まれた哲学は個人主義・世界市民主義的傾向が色濃いと言われる。また、ヘレニズム期の哲学は「反知性の教条主義」へ堕落しているとか、プラトンやアリストテレスより「小粒」だなどといった評価がなされることもある。こういった言説のように時代背景に基づいて評価し、さらにその価値を貶めるといったことがヘレニズム哲学に対してかつて非常に頻繁になされてきた。ヘーゲルも以下のように述べている:
20世紀半ばからはこういった否定的な評価が払拭されていった。また、ヘレニズム哲学に対してオリエント地域の思想が影響したという主張がかつて盛んになされたが、これも懐疑主義のピュロンに対するものを除けば聞かれなくなっており、古典期のギリシア哲学との関係を重視して研究がなされるようになっている。

## 主な学派とその思想

### キュニコス派
キュニコス派は禁欲的な哲学の学派で、紀元前4世紀のアンティステネスに始まり紀元後5世紀まで存続した。彼らは、自然と一致しつつ美徳の生活を送るべきだと信じていた。つまり、彼らは富や権力、名声に縛られた生活を拒絶し、物を所有することのない生活を送った。
- アンティステネス (紀元前445年-紀元前365年)
- シノペのディオゲネス (紀元前412年-紀元前323年)
- テーバイのクラテス (紀元前365年-紀元前285年)
- メニッポス (紀元前3世紀頃)
- デメトリオス・キュニコス (紀元後10年-80年)

### メガラ派
メガラ派は弁証学派とも呼ばれ、様々なパラドクスを考えて論理学的な思索に専心した。
- メガラのエウクレイデス (紀元前435年頃-紀元前365年頃)
- エウブリデス (紀元前435年頃-紀元前365年頃)
- ディオドロス・クロノス ( -紀元前284年頃)

### キュレネ派
キュレネ派は極度に快楽主義的な学派で紀元前4世紀にキュレネのアリスティッポスが創始した。キュレネ学派の人々は快楽、特に刹那的な満足を最も良いものだと考えた。キュレネ派は100年ほどの間により穏健なエピクロス派の教義に取って代わられた。
- キュレネのアリスティッポス (紀元前435年-紀元前360年)

### プラトニズム
プラトニズムはプラトンの哲学のことで、プラトンの弟子たちによって維持・発展された。その中心的な概念はイデア論で、超越的で完璧な原型が存在して、それに対応する日常的な個々のものは原型の不完全な模造にすぎないというものであった。最高のイデアは善のイデアで、存在の源泉であり、理性によってその存在を知り得るとされた。初期のアカデメイア派が数学的な存在論体系を構築しようとしたのに対して、紀元前3世紀にアルケシラオスが懐疑主義を採用してこれがこの学派の中心教義となった。ヘレニズム時代の各学派の間での活発な議論において、この懐疑主義を採用したアカデメイア派が非常に大きな役割を果たした。彼らの批判に応答することでストア派やエピクロス派が自説をより精緻なものへと発展させていった。後に紀元前90年にアスカロンのアンティオコスがストア派の要素を追加して懐疑主義を放棄し、同時期にアカデメイアが戦火に焼かれることで中期プラトニズムの時代が始まった。紀元後3世紀には、東洋的神秘主義を採用することでプラトニズムはネオプラトニズムに進化した。
- スペウシッポス (紀元前407年-紀元前339年)
- クセノクラテス (紀元前396年-紀元前314年)
- アルケシラオス (紀元前316年-紀元前232年)
- カルネアデス (紀元前214年-紀元前129年)
- アスカロンのアンティオコス (紀元前130年-紀元前68年)
- プルタルコス  (紀元後46年-120年)

### 逍遥学派
逍遥学派はアリストテレスの哲学を維持・発展した哲学者たちのことで、彼らは物の究極的基盤を理解するために実験をすることを主張した。人生の目的は有徳な行動からくる幸福で、有徳な行動は超過と不足の間にある中庸を保つことからなるとした。
- アリストテレス (紀元前384年-紀元前322年)
- テオプラストス (紀元前371年-紀元前287年)
- ランプサコスのストラトン (紀元前335年-紀元前269年)
- アプロディシアスのアレクサンドロス (紀元後200年ごろ)

### 懐疑主義
ピュロン主義、つまりピュロン的懐疑主義は紀元前3世紀にピュロンが始めた懐疑主義の一学派である。紀元前1世紀に懐疑主義的傾向が弱まりつつあったアカデメイア派を批判したアイネシデモスが復興した。この学派は「アタラクシア」、つまり平穏な心を得るための世界についての完全な哲学的懐疑主義を主張し、また、真だと証明できるものは何もないから判断を差し控えなければいけないと断言した。アイネシデモス以降のピュロン主義者たちが「スケプティコス(考察する者)」と自称したことからsceptic(懐疑主義)という言葉が生まれた。
- ピュロン (紀元前365年-紀元前275年)
- プリウスのティモン (紀元前320年-紀元前230年)
- アイネシデモス (紀元後1世紀)
- セクストス・エンペイリコス (紀元後2世紀)

### エピクロス派
エピクロス派は紀元前3世紀にエピクロスが始めた。エピクロス派は世界を、神に干渉されることがなく偶然に支配されるものだとみなした。エピクロス派は苦痛がないことが最高の快楽だと考え、素朴な生活を主張した。エピクロス派は、紀元後3世紀に両学派とも滅びるまではストア派の主なライバルであった後述するストア派と違いエピクロス派では開祖エピクロスの時代にすでによく整った哲学体系が構成されていたが、後の代に至っても学派内で活発な論争が交わされた。
- エピクロス (紀元前341年-紀元前270年)
- ランプサコスの小メトロドロス (紀元前331年-紀元前278年)
- シドンのゼノン (紀元前1世紀)
- ピロデモス (紀元前110年-紀元前40年)
- ルクレティウス (紀元前99年-紀元前55年)

### ストア派

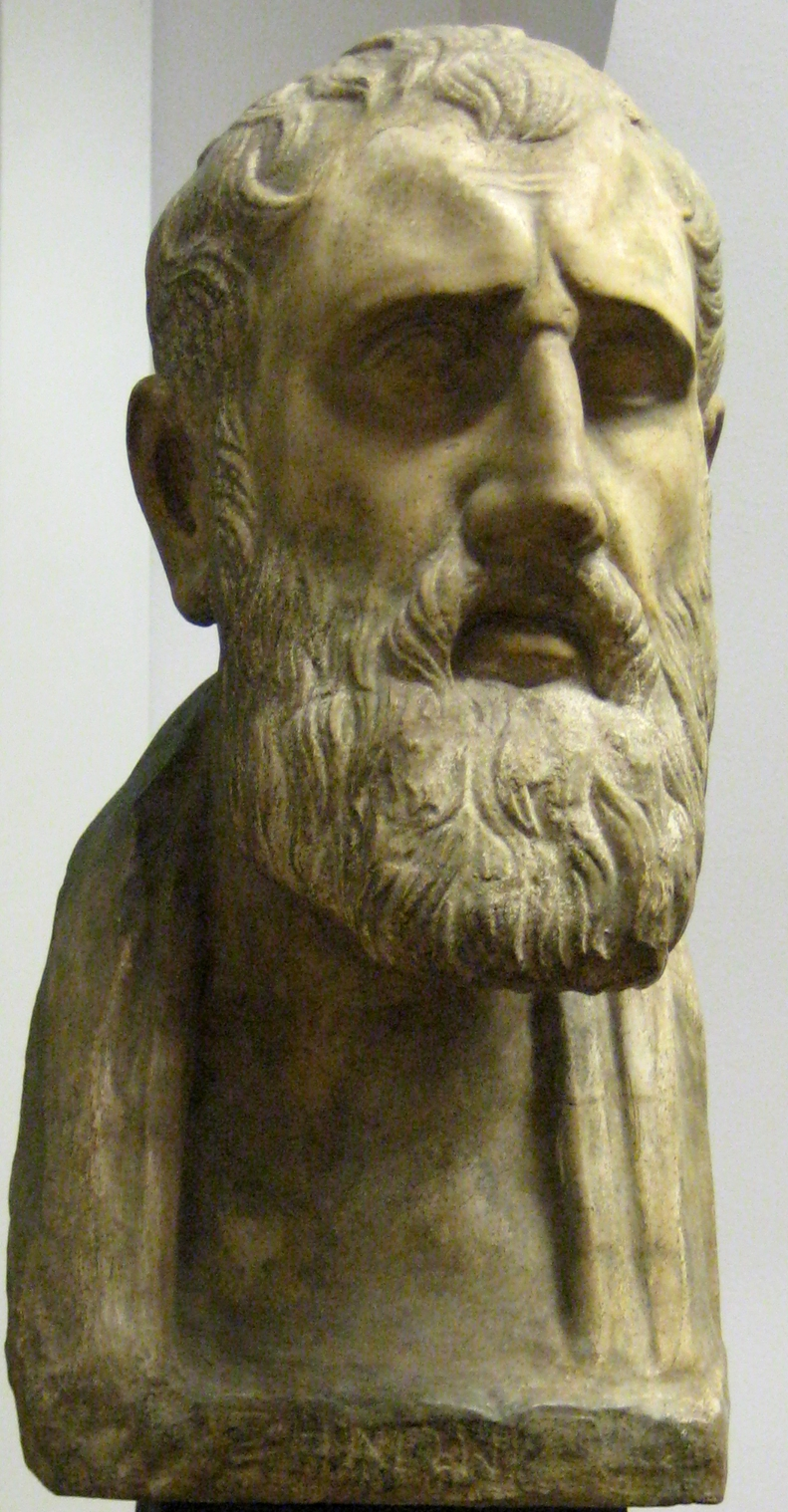
キティオンのゼノン (紀元前333年-紀元前263年)、ストア派の創始者

ストア派は紀元前3世紀にキティオンのゼノンが創始した。キュニコス派の倫理思想に基盤を置いており、人生の目的は自然との調和のうちに生きることだと説いた。また、破壊的な欲望に打ち勝つための手段としての自制心・不屈の精神を主張した。紀元後3世紀に滅びるまでは最も栄えた学派であった。始祖ゼノンの提示した学説は大まかなものにすぎないものであって、後代の学徒たちがアカデメイアからの批判や学派内での相互批判を経て、キケロを驚嘆せしめた精緻な体系を生み出した。
- キティオンのゼノン (紀元前333年-紀元前263年)
- クレアンテス (紀元前331年-紀元前232年)
- クリュシッポス (紀元前280年-紀元前207年)
- パナイティオス (紀元前185年-紀元前110年)
- ポセイドニオス (紀元前135年-紀元前51年)
- 小セネカ (紀元前4年-紀元後65年)
- エピクテトス (紀元後55年-135年)
- マルクス・アウレリウス・アントニヌス (紀元後121年-180年)

### 折衷主義
折衷主義は一つの教義だけを採用するのではなく既存の哲学的信念のうちからその教義が最も合理的だと思えるものを選んでくるような哲学体系である。折衷主義のもっとも著名な支持者はキケローである。 
- マルクス・テレンティウス・ウァロ (紀元前116年-紀元前27年)
- キケロー (紀元前106年-紀元前43年)
- 小セネカ (紀元前4年-紀元後65年)

### ヘレニズム・ユダヤ教
ヘレニズム・ユダヤ教はヘレニズムの文化・言語の内にユダヤ教の宗教的伝統を打ち立てようという試みである。その第一の代表者はアレクサンドリアのフィロンである。
- アレクサンドリアのフィロン (紀元前30年-紀元後45年)
- フラウィウス・ヨセフス (紀元後37年-100年)

### 新ピタゴラス学派
新ピタゴラス学派はピタゴラス学派の学説を復活させた学派で、紀元後1世紀および2世紀に顕著であった。ギリシア哲学に宗教的要素をもたらそうと試みた。具体的には、魂を浄化するために、禁欲生活を送ることで神を崇拝し、身体的快楽やあらゆる感覚的刺激を無視した。また、クラウディオス・プトレマイオスがピタゴラス派の音楽理論を継承している。
- ニギディウス・フィグルス (紀元前98年-紀元前45年)
- テュアナのアポロニオス (紀元後40年-120年)
- アパメアのヌメニオス (紀元後2世紀)

### ヘレニズム・キリスト教
ヘレニズム・キリスト教はキリスト教とギリシア哲学を調和させようという試みで、2世紀後半にはじまった。アレクサンドリアのクレメンスのような人物が、特にプラトニズムや当時新しく起こってきていたネオプラトニズムを引き入れて、キリスト教に哲学的な骨組みを与えようとした。
- アレクサンドリアのクレメンス  (150年-215年)
- オリゲネス  (185年-254年)
- ヒッポのアウグスティヌス (354年-430年)

### ネオプラトニズム
ネオプラトニズム、もしこう言ってよければ「プロティニズム」は紀元後3世紀にプロティノスが創建した宗教的・神秘主義的な哲学の学派で、プラトンやその他のプラトン主義者の教えを基盤としている。存在の極致は万物の根源である一者つまり善だとされた。美徳と瞑想によって魂は力を得て自らを上昇させ一者との合一に至るとされ、またこのことが人の真の目的であるとされた。ネオプラトニズムは6世紀に滅びるまではキリスト教の主なライバルであった。
- プロティノス (205年-270年)
- テュロスのポルピュリオス (233年-309年)
- カルキスのイアンブリコス (245年-325年)

## 分野

### 認識論
ヘレニズム哲学に先駆けてプラトンが『テアイテトス』で知識について論じている(「感覚」、「真なる判断」、「ロゴスを伴った真なる判断」の三種類の知識が俎上に挙げられるがいずれも反駁されることになる)が、これが起爆剤となってそれまでギリシア哲学であまり論じられなかった認識論が発展した。
エピクロスはプラトンが棄却したはずの感覚を復活させて知識と同一視した。感覚ないし表象(パンタシアー)が誤り得る、例えば四角い塔が遠くから見ると円く見えるといった反論に対して、ある感覚が起きていること、例えば塔が円く見えていることは疑いえないと主張した。このように感覚自体は誤りえないものであり、判断を付加した時に初めて誤りが生じると彼らは考えた。
ストア派は『テアイテトス』(191c-e)における蝋板の比喩を活用して認識論を組み立てていった。表象のうち確実に真であるものが「同意(シュンカタテシス)」されて「把握的表象(カタレープティケー・パンタシアー)」となり、把握的表象がさらに「把握(カタレープシス)」され、完全に統合されることで「知識」になるとゼノンは考えたとされる。そして、表象が確実に真であると人間が判別できる根拠として、あらゆる個々の物には「固有性」が備わっているという考えを持ち出した。また、ストア派は、行為や「感情(パトス)」の起源である「意欲(ホルメー)」も表象に対する同意と考えており、認識論が倫理学と一体となっていた。
ピュロン的懐疑主義派では、まず初期のピュロンやティモンはヘラクレイトスの流転説によく似た考えを持っていて、客観的世界の無差別性に基づいて人間の感覚や判断は不確かだと主張したとされる。さらにディオゲネス・ラエルティオスの伝えるところによれば、ピュロンはプロタゴラス的相対主義の影響下にあったという。後にピュロン主義を復興したアイネシデモスも自らの哲学を「ヘラクレイトス哲学に通じる道」だと述べた。
こういったヘラクレイトスの流転説やプロタゴラスの相対主義に反対したはずのアカデメイア派もピュロンたちと同じく懐疑主義へ行き着いた。ソクラテスの「無知の知」の精神や『テアイテトス』において知識の定義の試みが余すところなく潰えている事実が彼らを懐疑主義に向かわせたと言われる。感覚的経験から知識を獲得しようとするエピクロス派やストア派に対する批判を通じて、プラトン学派は次第に、「真の知識とは感覚されえない物を対象とする」、「知識は浄化された魂によって得られる」といった考えに向かうことになった。ヒッポのアウグスティヌス『アカデメイア派論駁』では、こうした新たな認識論が以前のアカデメイア派の懐疑主義的認識論と対置して紹介されている。

### 自然学
エピクロス派は唯物論をとると言われるがこれは正確ではない、というのはエピクロス派は物体のみならず「空虚」もまた「存在」すると考えているからである。ただし、物体は相互作用を及ぼしあうことができるのに対し空虚はそうでない(「相互に作用を及ぼしあう」というのは、元来はプラトンが『ソフィスト』で存在の定義として用いたものである)と規定した。この規定に基づいてエピクロスは、今日私たちが物体であると考えるものだけではなく魂も物体であると主張した。また、虚空の中に物体が散在するという世界観に合致するものとしてデモクリトス以来の原子論がエピクロス派に採用され、(もちろん心を含む)物体は原子からなると考えられた。ただし、エピクロスの時代のデモクリトス主義者は懐疑主義的傾向を示していたため、エピクロスは自身の哲学と矛盾しないよう原子論を再構築した。後にカール・マルクスが学位請求論文で取り扱った「原子の逸れ(パレンクリシス/クリナーメン)」もそうした試みの一つである。魂は諸原子から構成されたものであり、魂は身体と結びついている限りで存在し、身体が魂と結びついてる限りで感覚は生じるのであって、死んで魂と体が分離すると魂も感覚も存在しなくなるとエピクロスは考えた。
ストア派は空虚が存在するとは考えなかったがエピクロス派と同じく相互に作用を及ぼしあうことを物体の定義とし、魂や徳、神をも物体であると考えた。さらに、『ティマイオス』や『法律』第十巻に記されている、神が世界を司っているという考えもプラトンから継承した。しかし、ストア派ではプラトン主義と違い神も物質であり、感覚的世界を超越する存在は否定された。ストア派は物体と存在の外延は等しいと考えたが、空虚、場所、時間、レクトンの四つの物も「何か(ティ)」として「成立する(ヒュピスタスタイ)」ことを認めているからである。このレクトンとは直訳すると「言表されうるもの」となり、例えば「メスによって肉が切られる」という文で「切られること」という術語内容はレクトンの一種とされる。ところで、ストア派における「ロゴス=神」はあらゆる事物の原因であることから「自然」と呼ばれ、世界を最善な状態にするべく配慮している点から「摂理」と呼ばれ、ロゴスの定めからあらゆることが生じることから「運命」と呼ばれる。ストア派ではこの運命と後世で言うところの自由意志との両立が模索され、「人間の意志は万物から完全には自由ではない。逆に完全に自由だと論じるものは、自分が世界の部分であり人々や環境に囲まれて生きていることを失念している」といった考えに至ったとされる。
懐疑主義的であったアカデメイア派はストア派やエピクロス派の自然学に対する批判に終始し、自前の自然哲学を構築することはなかった。しかし、アカデメイア派がストア派の物質的な神を批判したことを踏み台として、後の時代のプラトン学派では人間とは全く違う存在としての神が論じられた。プラトン学派に属するユダヤ教徒のアレクサンドリアのフィロンはこの流れに属する。心についてもストア派やエピクロス派とは異なって物質とは全く違う心が主張された。プロティノスやヒッポのアウグスティヌスにそうした心概念が見いだせる。

### 倫理学
プラトンやアリストテレスが唱えた、人生の「目的(テロス)」は最高善つまり「幸福(エウダイモニアー)」であるという枠組みに従ってヘレニズム期の倫理学が展開された。プラトンらは最高善を快楽に還元することに反対しており、では最高善とは何かという問題が考察された。
認識論でプラトンらに否定された感覚を採用したエピクロス派は倫理学でもプラトンらに否定された快楽を採用した。ただしエピクロス派は、通常快楽とみなされている「動的な快楽」だけでなく、苦痛のない状態、「静的な快楽」も認めた。彼らは静的な快楽を身体的な「無苦痛(アポロニアー)」と精神的な「無動揺(アタラクシアー)」に区別し、特に後者を至上の快楽と考えた。エピクロスは徳、思慮、正義といったものの価値も快楽に由来すると考えたが、友愛と哲学に関しては自体的な価値を認めており、後のエピクロス派の人々はこれらの位置づけに腐心することになった。
ストア派は「親近化」(オイケイオーシス)の概念を倫理学の端緒とした。エピクロス派は生まれてすぐの動物でも快楽を求めると考えたが、ストア派は生まれてすぐの動物が求めるのは自分自身を「親近なもの(オイケイオン)」とすることから導かれる「自己保存」だと考えた。さらに、それだけではなく、人間は成長して理性的存在となるにつれて「合致(ホモロギアー)」を追求するようになる、とされた。そして「自然と合致して(ホモログーメノース)生きる」ことが目的とされた。例えば身体の健康が「自然に即したもの」とされ、特に多くの価値を持つ「優先的なもの(プロエーグメノン)」とされた。また、「オイケイオーシス」の概念より、人間は自分自身から家族や隣人というように「親近なもの」とみなす範囲を拡大し、最終的には全人類が「親近なもの」となりうると考えられた。この考えのもと、ポリスや地区ごとに別々の正義を持つのではなくすべえての人を自分と同じ地区やポリスの一員とみなす「コスモポリタニズム」の精神が求められた。
ピュロン主義においては彼らが得意とする判断保留によって、ストア派やエピクロス派が求めた「無動揺」に至ることが見いだされた。そして実生活においては「現れ(パイノメノン)に従って生きる」、つまり自然の必然、肉体の欲求、習慣や法といった社会的なしきたりといったものに従う、一種保守的な生き方がなされた。
知られている限りではアカデメイア派においては判断保留が「無動揺」と結びつけられることはなかった。アカデメイア派ではカルネアデスがストア派やエピクロス派の倫理学に対して体系的な批判を行った。ストア派やエピクロス派が人間の自然本性から正義や幸福を導いたのに対し、キリスト教の教父たちのようなプラトン学派の流れを汲む者達は、人間の自然本性を超越した神から正義や幸福を説明した。

### 論理学
アリストテレスの名辞論理学とは異なる、命題を基本単位とする論理学がメガラ派やストア派によって発展させられた。仮言命題や様相命題の真理値、「嘘つきのパラドックス」や「堆積の議論」といった問題が考察された。